# Brachypogon grobleri
Brachypogon grobleri är en tvåvingeart som beskrevs av Meillon och Wirth 1981. Brachypogon grobleri ingår i släktet Brachypogon och familjen svidknott. Inga underarter finns listade i Catalogue of Life.